# Вольде (Мекленбург-Передняя Померания)
Вольде (нем. Wolde) — община в Германии, в земле Мекленбург-Передняя Померания.
Входит в состав района Деммин. Подчиняется управлению Трептовер Толлензевинкель. Население составляет 635 человек (на 31 декабря 2010 года). Занимает площадь 22,51 км².
Коммуна Вольде подразделяется на 5 сельских округов.